# El Hato (programa de televisión)
El Hato, con su lema Donde Venezuela comienza, es un programa de competencias venezolano producido y transmitido por Televen. Documenta a varias parejas mientras se miden en pruebas físicas para ganar un premio de 25 mil dólares.

## Producción
El programa entró en preproducción en diciembre de 2022, fue producido para una duración de 10 episodios. La primera temporada se estrenó el 11 de octubre de 2023.

### Casting
El 6 de junio de 2023 inició casting vía internet en donde más de 1200 personas se postularon. El 17 de septiembre de 2023 se anunció la lista de los 14 participantes. Se presentan parejas sentimentales, familiares y parejas de amigos que  enfrentarán a diferentes retos en suelo llanero. 

## Formato
Equipos formados por seis parejas cumplirán desafíos para vivir como vive la gente del llano, en el ambiente natural de una finca ganadera. También se someterán a pruebas de resistencia física extrema y a los criterios de evaluación de un jurado para hacerse triunfadores. Los escenarios de grabación para el programa incluye un área de más de 5.000 hectáreas de paisajes y ambientes naturales en los preciosos llanos centrales venezolanos.

## Participantes
| Nombre | Nombre                            | Procedencia   | Estado          |
| ------ | --------------------------------- | ------------- | --------------- |
|        | Lawrence Ginnari Skater           | Nueva Esparta | Ganadores       |
|        | Úrsula Kabbara Modelo             | Nueva Esparta | Ganadores       |
|        | Alex Moy Comunicadora social.     | Mallorca      | 2.º Lugar       |
|        | Sebastián Biloni Modelo.          | Mallorca      | 2.º Lugar       |
|        | Sabina Seara Cocinera             | Caracas       | 3.º Lugar       |
|        | Jhonny Tavares Comediante         | Caracas       | 3.º Lugar       |
|        | Any Pernia Comunicadora social.   | La Guaira     | 4.as eliminadas |
|        | Sabrina Deraneck Modelo.          | Mérida        | 4.as eliminadas |
|        | Aureliano Olivares Centeno Actor. | Caracas       | 3.os eliminados |
|        | Ángel Olivares Tenista.           | Caracas       | 3.os eliminados |
|        | Nathalie Tablante Modelo          | Bolívar       | 2.as eliminadas |
|        | Bárbara Di Flaviano Locutora      | La Guaira     | 2.as eliminadas |
|        | Lidia Gómez Modelo                | Táchira       | 1.os eliminados |
|        | David Moreno Diseñador gráfico    | Táchira       | 1.os eliminados |

## Posiciones en la «Competencia de pareja»
En cada episodio las parejas se enfrentan en una competencia en donde se conoce a la pareja eliminada del episodio.
| 1.er Lugar: | Álex y Sebastián   | Álex y Sebastián   | Álex y Sebastián   | Álex y Sebastián   | Lawrence y Úrsula | Álex y Sebastián  | Sabrina y Any     | Lawrence y Úrsula | Jhonny y Sabina   | Lawrence y Úrsula |  |  |  |  |  |  |  |  |  |  |  |  |  |  |  |  |  |  |  |  |  |  |  |  |  |  |  |  |  |  |  |  |  |  |  |  |  |  |  |  |  |  |  |  |  |  |  |  |  |  |  |  |  |  |  |
| 2.do Lugar: | Sabrina y Any      | Sabrina y Any      | Sabrina y Any      | Lawrence y Úrsula  | Álex y Sebastián  | Jhonny y Sabina   | Lawrence y Úrsula | Jhonny y Sabina   | Álex y Sebastián  | Álex y Sebastián  |  |  |  |  |  |  |  |  |  |  |  |  |  |  |  |  |  |  |  |  |  |  |  |  |  |  |  |  |  |  |  |  |  |  |  |  |  |  |  |  |  |  |  |  |  |  |  |  |  |  |  |  |  |  |  |
| 3.er Lugar: | Lidia y David      | Lawrence y Úrsula  | Jhonny y Sabina    | Jhonny y Sabina    | Sabrina y Any     | Sabrina y Any     | Álex y Sebastián  | Álex y Sebastián  | Lawrence y Úrsula | Jhonny y Sabina   |  |  |  |  |  |  |  |  |  |  |  |  |  |  |  |  |  |  |  |  |  |  |  |  |  |  |  |  |  |  |  |  |  |  |  |  |  |  |  |  |  |  |  |  |  |  |  |  |  |  |  |  |  |  |  |
| 4.to Lugar: | Aureliano y Ángel  | Bárbara y Nathalie | Lawrence y Úrsula  | Sabrina y Any      | Jhonny y Sabina   | Lawrence y Úrsula | Jhonny y Sabina   | Sabrina y Any     |                   |                   |  |  |  |  |  |  |  |  |  |  |  |  |  |  |  |  |  |  |  |  |  |  |  |  |  |  |  |  |  |  |  |  |  |  |  |  |  |  |  |  |  |  |  |  |  |  |  |  |  |  |  |  |  |  |  |
| 5.to Lugar: | Lawrence y Úrsula  | Aureliano y Ángel  | Bárbara y Nathalie | Aureliano y Ángel  | Aureliano y Ángel |                   |                   |                   |                   |                   |  |  |  |  |  |  |  |  |  |  |  |  |  |  |  |  |  |  |  |  |  |  |  |  |  |  |  |  |  |  |  |  |  |  |  |  |  |  |  |  |  |  |  |  |  |  |  |  |  |  |  |  |  |  |  |
| 6.to Lugar: | Bárbara y Nathalie | Jhonny y Sabina    | Aureliano y Ángel  | Bárbara y Nathalie |                   |                   |                   |                   |                   |                   |  |  |  |  |  |  |  |  |  |  |  |  |  |  |  |  |  |  |  |  |  |  |  |  |  |  |  |  |  |  |  |  |  |  |  |  |  |  |  |  |  |  |  |  |  |  |  |  |  |  |  |  |  |  |  |
| 7.mo Lugar: | Jhonny y Sabina    | Lidia y David      |                    |                    |                   |                   |                   |                   |                   |                   |  |  |  |  |  |  |  |  |  |  |  |  |  |  |  |  |  |  |  |  |  |  |  |  |  |  |  |  |  |  |  |  |  |  |  |  |  |  |  |  |  |  |  |  |  |  |  |  |  |  |  |  |  |  |  |

### Competencias
- 1.ª competencia: Se dividió en cuatro rondas. La primera ronda consistía en preparar correctamente la silla que usan los llaneros para montar sobre el caballo. Para esto los participantes tenían a su disposición un caballo que tenía una silla y tenían que emular a la perfección cada uno de los elementos que tiene este implemento del llano. En la segunda ronda consistía en llenar recipientes con comida para los caballos, debían llenar dos con una faja que sirve como alimento para el caballo y dos de agua que debían cargarlo desde un camino señalado hasta la zona donde estaba marcado. La tercera ronda consistía en que debían usar un mecate para enlazar una de las crías de las vacas y aparte de enlazarlas debían mantenerlas por 5 segundos. La cuarta y ultima ronda consistía en que debía ensartar una herradura una vara que estaba en el carril de cada pareja

- 2.ª competencia : Se dividió en cuatro rondas. La primera ronda consistía en que cada participante de cada pareja debía ubicarse dentro del corral del ganado y otro debía colocarse en la puerta del corral. El que estaba dentro del corral debía meterse en medio de las vacas y ubicar su numero entre 15 vacas, debían identificar tres con el mismo numero y guiarlos hacia otro corral. La segunda ronda consistía en que debían conducir a los mautes a La Romana (bascula que se usa para pesar animales). Tenían solo 5 minutos y debían tomarle el numero de control que tenía el animal y anotar el peso. La tercera ronda consistía en que debían cargar leña desde un punto a otro punto y luego junto con la yesca que había en el lugar debían encender una fogata. En la cuarta y ultima ronda debían memorizar unos versos y luego recitarlos a la perfección delante de un grupo de músicos llaneros.

- 3.ª competencia : La primera ronda consistía en abrir un hueco para un sembradillo de yuca y después de culminarla debían un sistema de riego de 25 metros de longitud. Luego había que procesar la caña de azúcar, debían extraer el jugo de la caña y llenar unos recipientes. La segunda ronda consistía en que las parejas debían descargar un saco de granos y separarlos uno a uno por colores, debían llenar con ellos una serie de recipientes. La tercera ronda consistía en que debían tomar cinco hamacas y con los nudos que les había indicado el capataz debían colgarla en una zona destinada a tal uso. En la cuarta y ultima ronda las parejas debían bajar hasta una zona donde se encontraban unos enormes rollos de paja y debían subirlo desde ese punto hasta la meta señalizada.

## Resultados generales
A continuación se encuentra una tabla, la cual indica cómo fue el desarrollo de las parejas a lo largo de la competencia.
|  | Lawrence  | Salvado | Salvado    | Salvado | Salvado    | Gana       | Salvado | Salvado | Gana       | Salvado | Ganadores |  |  |  |  |  |  |  |  |  |  |  |  |  |  |  |  |  |  |  |  |  |  |  |  |  |  |  |  |  |  |  |  |  |  |  |  |  |  |  |  |  |  |  |  |  |  |  |  |  |  |  |  |  |  |  |
|  | Úrsula    | Salvada | Salvada    | Salvada | Salvada    | Gana       | Salvada | Salvada | Gana       | Salvado | Ganadores |  |  |  |  |  |  |  |  |  |  |  |  |  |  |  |  |  |  |  |  |  |  |  |  |  |  |  |  |  |  |  |  |  |  |  |  |  |  |  |  |  |  |  |  |  |  |  |  |  |  |  |  |  |  |  |
|  | Álex      | Gana    | Gana       | Gana    | Gana       | Salvado    | Gana    | Salvado | Salvado    | Salvado | Segundos  |  |  |  |  |  |  |  |  |  |  |  |  |  |  |  |  |  |  |  |  |  |  |  |  |  |  |  |  |  |  |  |  |  |  |  |  |  |  |  |  |  |  |  |  |  |  |  |  |  |  |  |  |  |  |  |
|  | Sebastián | Gana    | Gana       | Gana    | Gana       | Salvado    | Gana    | Salvado | Salvado    | Salvado | Segundos  |  |  |  |  |  |  |  |  |  |  |  |  |  |  |  |  |  |  |  |  |  |  |  |  |  |  |  |  |  |  |  |  |  |  |  |  |  |  |  |  |  |  |  |  |  |  |  |  |  |  |  |  |  |  |  |
|  | Jhonny    | Salvado | Salvado    | Salvado | Salvado    | Salvado    | Salvado | Salvado | Salvado    | Gana    | Terceros  |  |  |  |  |  |  |  |  |  |  |  |  |  |  |  |  |  |  |  |  |  |  |  |  |  |  |  |  |  |  |  |  |  |  |  |  |  |  |  |  |  |  |  |  |  |  |  |  |  |  |  |  |  |  |  |
|  | Sabina    | Salvada | Salvada    | Salvada | Salvada    | Salvada    | Salvada | Salvada | Salvada    | Gana    | Terceros  |  |  |  |  |  |  |  |  |  |  |  |  |  |  |  |  |  |  |  |  |  |  |  |  |  |  |  |  |  |  |  |  |  |  |  |  |  |  |  |  |  |  |  |  |  |  |  |  |  |  |  |  |  |  |  |
|  | Sabrina   | Salvada | Salvada    | Salvada | Salvada    | Salvada    | Salvada | Gana    | Eliminadas |         |           |  |  |  |  |  |  |  |  |  |  |  |  |  |  |  |  |  |  |  |  |  |  |  |  |  |  |  |  |  |  |  |  |  |  |  |  |  |  |  |  |  |  |  |  |  |  |  |  |  |  |  |  |  |  |  |
|  | Any       | Salvada | Salvada    | Salvada | Salvada    | Salvada    | Salvada | Gana    | Eliminadas |         |           |  |  |  |  |  |  |  |  |  |  |  |  |  |  |  |  |  |  |  |  |  |  |  |  |  |  |  |  |  |  |  |  |  |  |  |  |  |  |  |  |  |  |  |  |  |  |  |  |  |  |  |  |  |  |  |
|  | Aureliano | Salvado | Salvado    | Salvado | Salvado    | Eliminados |         |         |            |         |           |  |  |  |  |  |  |  |  |  |  |  |  |  |  |  |  |  |  |  |  |  |  |  |  |  |  |  |  |  |  |  |  |  |  |  |  |  |  |  |  |  |  |  |  |  |  |  |  |  |  |  |  |  |  |  |
|  | Ángel     | Salvado | Salvado    | Salvado | Salvado    | Eliminados |         |         |            |         |           |  |  |  |  |  |  |  |  |  |  |  |  |  |  |  |  |  |  |  |  |  |  |  |  |  |  |  |  |  |  |  |  |  |  |  |  |  |  |  |  |  |  |  |  |  |  |  |  |  |  |  |  |  |  |  |
|  | Bárbara   | Salvada | Salvada    | Salvada | Eliminadas |            |         |         |            |         |           |  |  |  |  |  |  |  |  |  |  |  |  |  |  |  |  |  |  |  |  |  |  |  |  |  |  |  |  |  |  |  |  |  |  |  |  |  |  |  |  |  |  |  |  |  |  |  |  |  |  |  |  |  |  |  |
|  | Nathalie  | Salvada | Salvada    | Salvada | Eliminadas |            |         |         |            |         |           |  |  |  |  |  |  |  |  |  |  |  |  |  |  |  |  |  |  |  |  |  |  |  |  |  |  |  |  |  |  |  |  |  |  |  |  |  |  |  |  |  |  |  |  |  |  |  |  |  |  |  |  |  |  |  |
|  | Lidia     | Salvada | Eliminados |         |            |            |         |         |            |         |           |  |  |  |  |  |  |  |  |  |  |  |  |  |  |  |  |  |  |  |  |  |  |  |  |  |  |  |  |  |  |  |  |  |  |  |  |  |  |  |  |  |  |  |  |  |  |  |  |  |  |  |  |  |  |  |
|  | David     | Salvado | Eliminados |         |            |            |         |         |            |         |           |  |  |  |  |  |  |  |  |  |  |  |  |  |  |  |  |  |  |  |  |  |  |  |  |  |  |  |  |  |  |  |  |  |  |  |  |  |  |  |  |  |  |  |  |  |  |  |  |  |  |  |  |  |  |  |

     El participante gana el primer lugar en la competencia de parejas.
     El participante no obtiene el último lugar en la competencia de parejas y es salvado.
     El participante quedó último pero fue salvado de ser eliminado por el capataz.
     El participante obtiene el último lugar en la competencia de parejas y es eliminado.

## Episodios
En la siguiente tabla se muestra una lista con los números de audiencia obtenidos del programa emisión por emisión.
| N.º (total) | N.º (temp.) | Título                      | Estreno                 | Audiencia (en millones) |
| ----------- | ----------- | --------------------------- | ----------------------- | ----------------------- |
| 1           | 1           | «Episodio 1»                | 11 de octubre de 2023   | 7.7                     |
| —           | —           | «El Reto Detrás de El Hato» | 15 de octubre de 2023   | —                       |
| 2           | 2           | «Episodio 2»                | 18 de octubre de 2023   | 7.7                     |
| 3           | 3           | «Episodio 3»                | 25 de octubre de 2023   | —                       |
| 4           | 4           | «Episodio 4»                | 1 de noviembre de 2023  | —                       |
| 5           | 5           | «Episodio 5»                | 8 de noviembre de 2023  | —                       |
| 6           | 6           | «Episodio 6»                | 15 de noviembre de 2023 | —                       |
| 7           | 7           | «Episodio 7»                | 22 de noviembre de 2023 | —                       |
| 8           | 8           | «Episodio 8»                | 29 de noviembre de 2023 | —                       |
| 9           | 9           | «Episodio 9»                | 6 de diciembre de 2023  | —                       |
| 10          | 10          | «Episodio 10»               | 13 de diciembre de 2023 | —                       |